# Montanhas Xarriã
As montanhas Xarriã (em armênio: Շառյան լեռներ; romaniz.: Šaṙian leṙner)[a] ou montanhas Bagrevande (Բագրևանդի լեռներ, Bagrevand leṙner) são uma cadeia montanhosa da Turquia, na província de Are. Estão próximas às montanhas Salcanse, entre a planície de Elesquirte e o vale de Dalar, cerca de 40 quilômetros a leste da cidade de Elesquirte. Possuem 80 quilômetros de comprimento, 12-20 quilômetros de largura e de 2 300 a 3 040 metros de altitude. São formadas por rochas sedimentares do Neogeno, complicadas por erupções intramurais ultrabásicas e cobertas por lavas andesíticas e basálticas do Plioceno-Antropoceno. Tem clima continental e sua vegetação é de estepe seca e prados de montanha.